# Gordius difficilis
Gordius difficilis är en djurart som tillhör fylumet tagelmaskar, och som beskrevs av Montgomery 1898. Gordius difficilis ingår i släktet Gordius, och familjen Gordiidae. Inga underarter finns listade i Catalogue of Life.